# Hylarana hekouensis
Hylarana hekouensis är en groddjursart som beskrevs av Fei, Ye, Jiang och Xie 2008. Hylarana hekouensis ingår i släktet Hylarana och familjen egentliga grodor. Inga underarter finns listade i Catalogue of Life.